# Théâtre de verdure

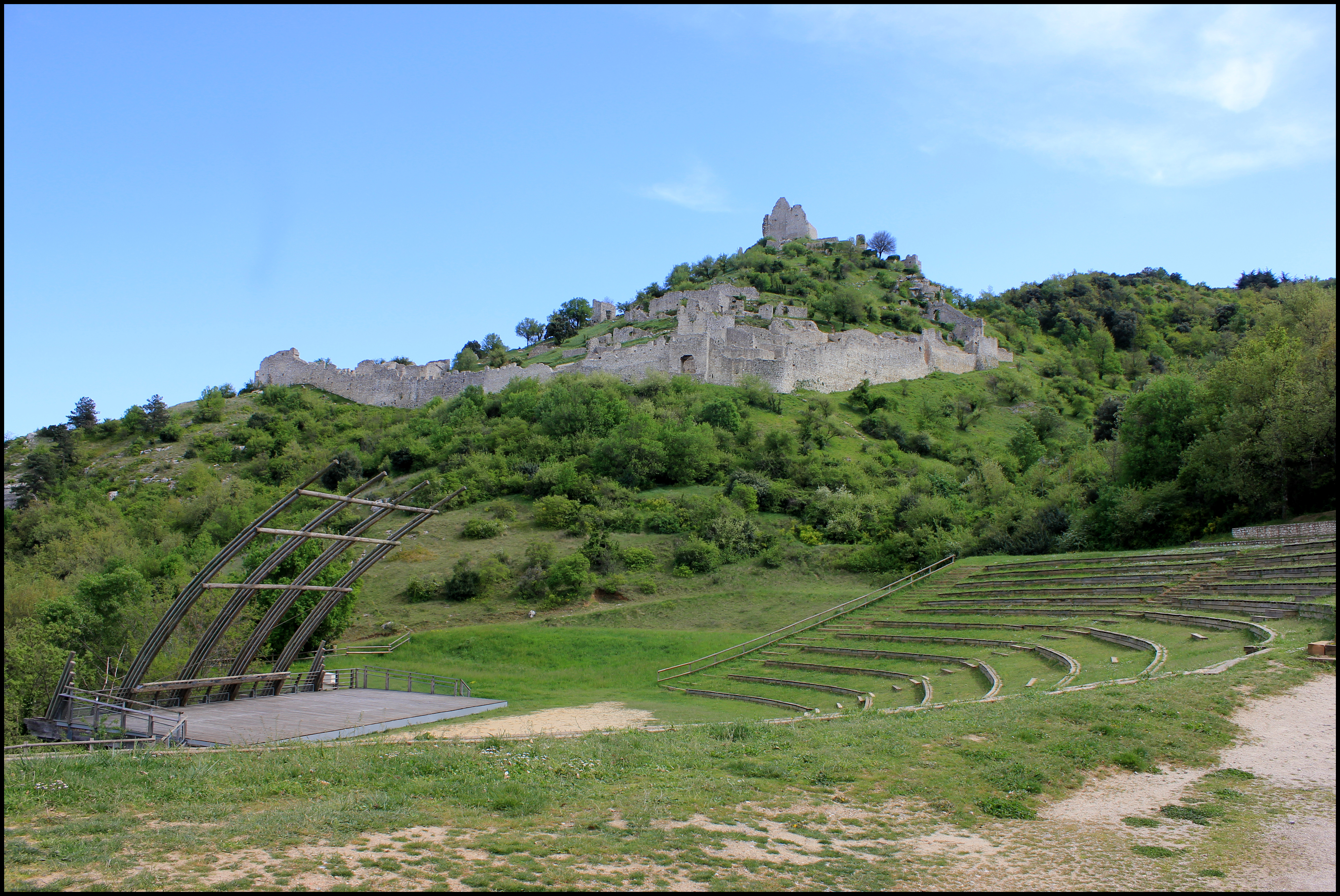
Théâtre de verdure du château de Crussol dans la Drôme en France.

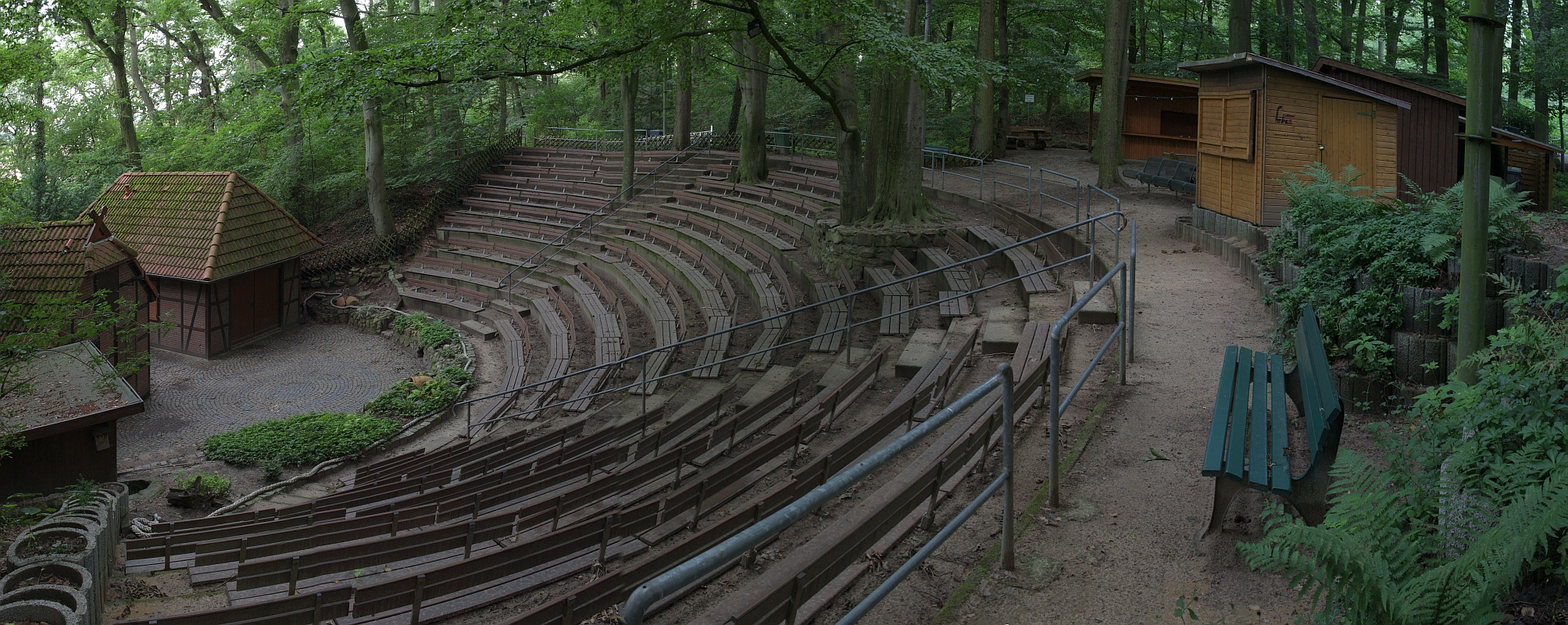
Théâtre de verdure à Langwedel en Allemagne.

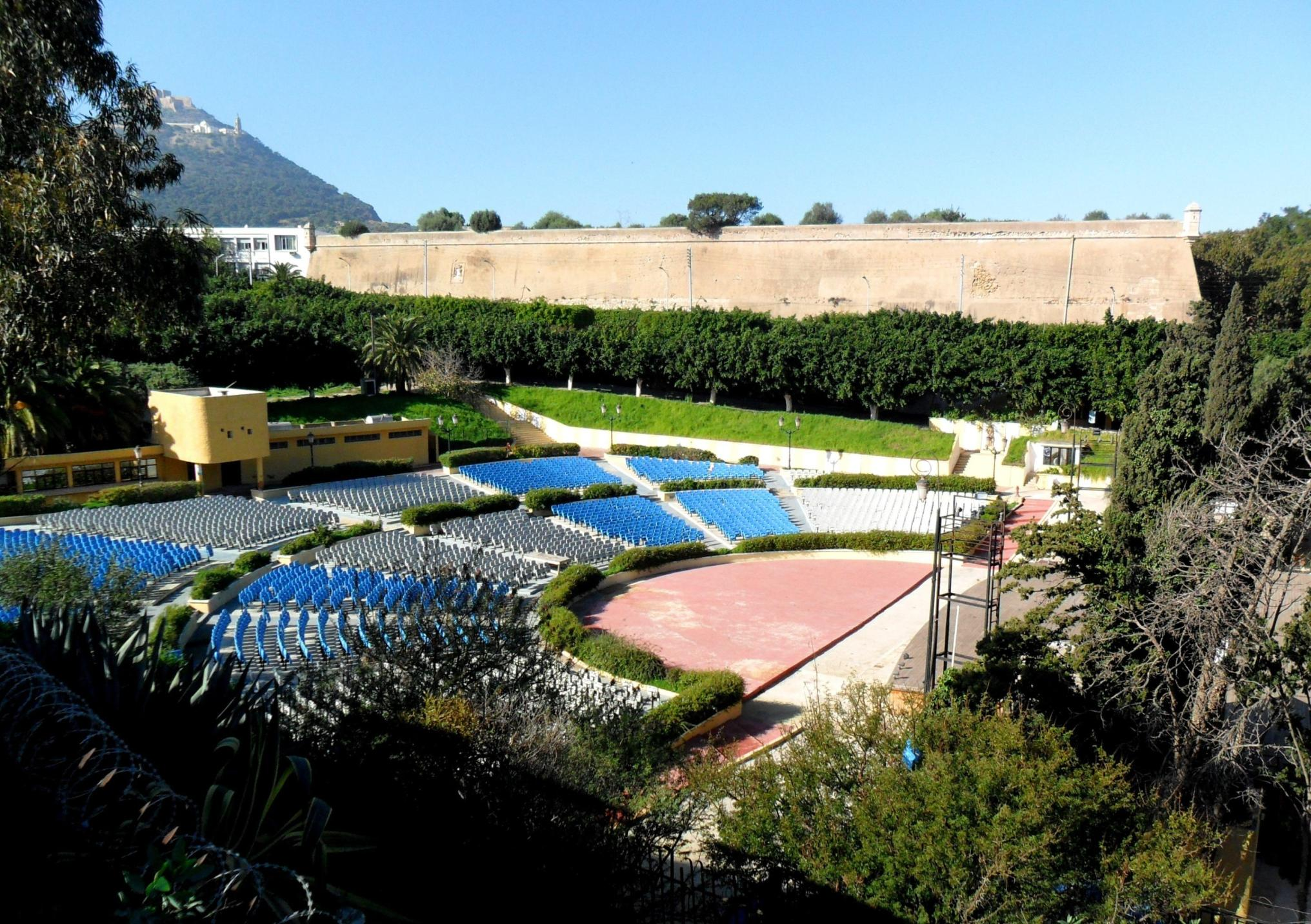
Théâtre de verdure à Oran en Algérie.

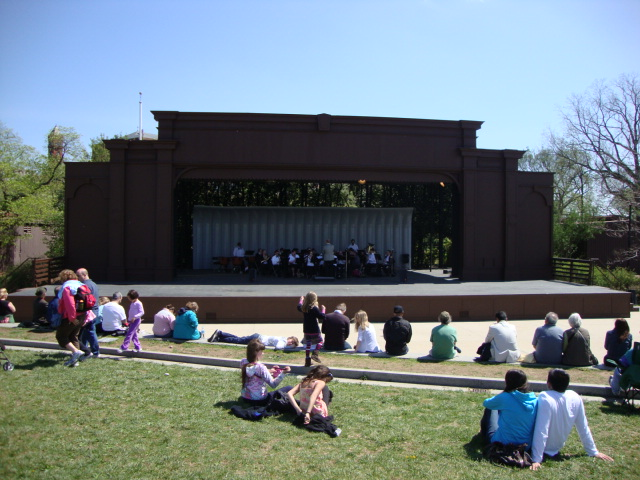
Théâtre sylvain près du Washington Monument à Washington D.C. aux États-Unis.

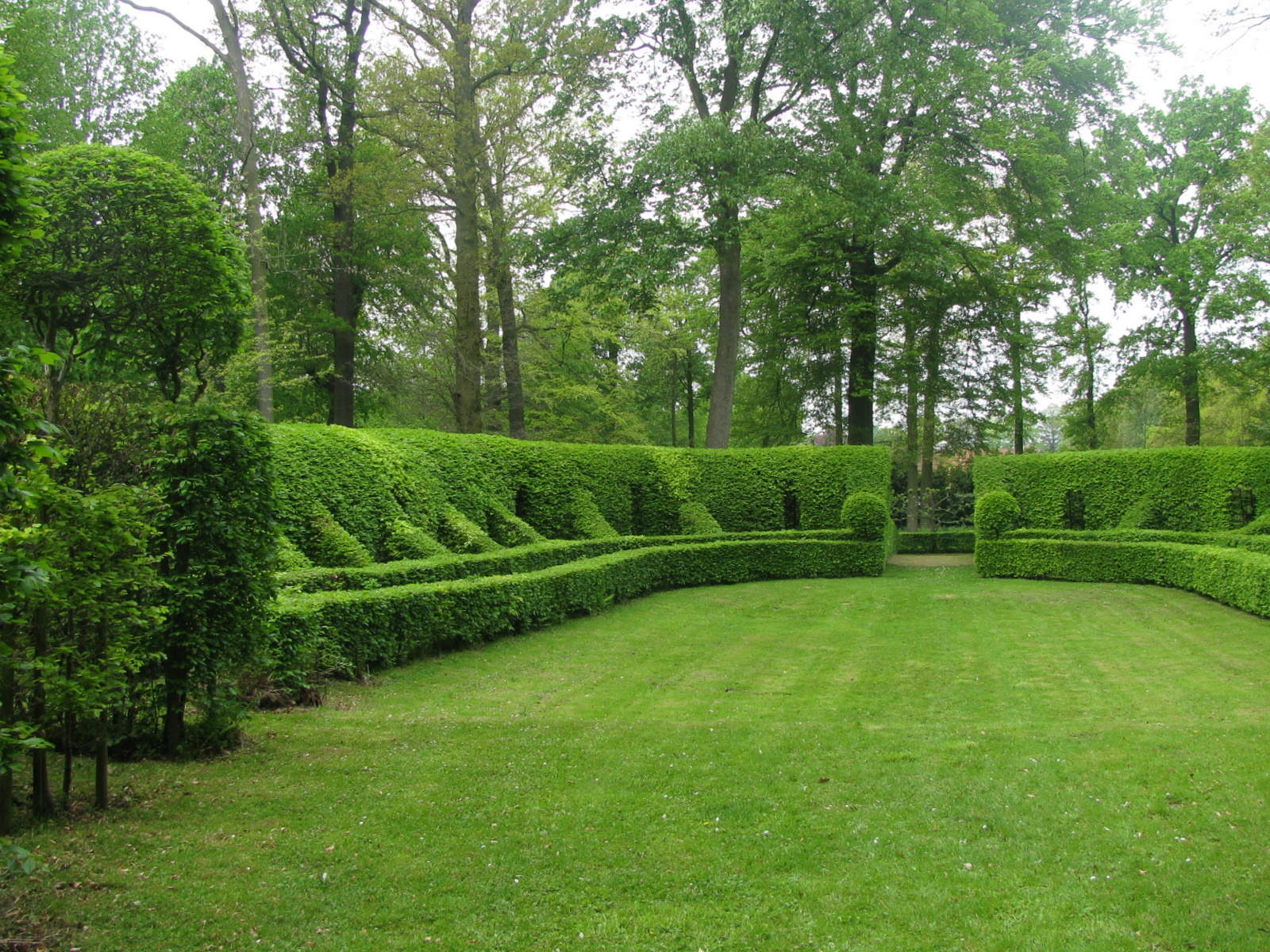
Théâtre de verdure du château de Leeuwergem en Belgique.

Un théâtre de verdure est un cadre de végétation artistiquement aménagé permettant d'assister en plein air à des spectacles vivants ou à des séances de cinéma. Souvent inspiré des amphithéâtres antiques dans la disposition semi-circulaire de gradins ou de chaises orientés vers un espace scénique, il peut être placé dans un jardin public entouré de hautes haies ou s'insérer plus harmonieusement dans l'environnement naturel. Dans le cas d'environnement aquatique, on parle de théâtre d'eau.

## Histoire
Un des premiers exemples notables d'un théâtre en plein air est le bosquet du Théâtre d'eau aux jardins de Versailles, composé d'un hémicycle à trois gradins engazonnés faisant face à une scène avec des fontaines et des cascades en arrière-plan. Construit en 1674, ce bosquet est inspiré d'un théâtre en salle Teatro Olimpico de Vicence en Italie.
Au temps de l'aménagement des jardins à la française, des théâtres de verdure taillés dans l'environnement végétal se sont multipliés. Des haies sont plantées derrière la scène pour servir de coulisses aux comédiens. C'est le cas du théâtre de verdure du Grand Jardin d'Herrenhausen conçu en 1692 à Hanovre. Ces théâtres d'époque baroque sont souvent agrémentés d'éléments de staffage comme des sculptures allégoriques ou des putti. Des ruines, des roches ou des grottes préexistantes sont parfois également incorporées à la scène.
La construction massive de théâtre de verdure tels qu'on les connaît aujourd'hui débute dans les années 1860, avec un pic entre les années 1910 et 1930, particulièrement en Allemagne.

## Liste de théâtres de verdure par pays

### Algérie
- Théâtre de verdure d'Annaba.
- Théâtre de verdure d'Alger.
- Théâtre de verdure d'Oran.

### Allemagne
- Naturtheater Grötzingen à Aichtal.
- Freilichtbühne Altusried à Altusried.
- Freilichtbühne am Roten Tor à Augsbourg.
- Kleine Ausburger Freilichtbühne à Augsbourg.
- Romantikbühne am Schlossturm à Bad Berneck im Fichtelgebirge.
- Freilichtspiele Bad Bentheim à Bad Bentheim.
- Naturtheater Bad Elster à Bad Elster.
- Bad Hersfelder Festspiele à Bad Hersfeld.
- Kalkbergstadion à Bad Segeberg.
- Wasserburg Bad Vilbel à Bad Vilbel.
- Freilandtheater Bad Windsheim à Bad Windsheim.
- Festspiele Balver Höhle à Barsinghausen.
- Römisches Theater in der Eremitage à Bayreuth.
- Berliner Waldbühne à Berlin-Westend.
- Kindl-Bühne Wuhlheide à Berlin-Oberschöneweide.
- Freilichtbühne an der Zitadelle à Berlin-Spandau.
- Freilichtbühne Billerbeck à Billerbeck.
- Waldbühne Bischofswerda à Bischofswerda.
- Freilichtbühne im Busch à Bobenheim-Roxheim.
- Theater Klosterruine Boitzenburg dans le Boitzenburger Land.
- Freilichtbühne Bonbaden à Braunfels.
- Freilichtbühne Breisach à Vieux-Brisach.
- Alte Burg à Friedrichsdorf.
- Freilichtbühne Coesfeld à Coesfeld.
- Freilichtbühne Daverden à Langwerden.
- Burgtheater Dinslaken à Dinslaken.
- Freilichtbühne am Mangoldfelsen à Donauwörth.
- Naturbühne Hohensyburg à Dortmund.
- Dreieichenhainer Burg à Dreieich.
- Grand Jardin de Dresde (Freilichtbühne Großer Garten) à Dresde.
- Puppentheater Sonnenhäusel à Dresde.
- Theaterruine St. Pauli à Dresde.
- Naturtheater Greifensteine à Ehrenfriedersdorf.
- Freilichtbühne Elspe à Lennestadt.
- Theater im Steinbruch à Emmendingen.
- Eutiner Festspiele à Eutin.
- Kloster Feuchtwangen à Feuchtwangen.
- Südwestfälische Freilichtbühne Freudenberg à Freudenberg.
- Naturbühne Steintäle à Fridingen an der Donau.
- Scherenburg à Gemünden am Main.
- Waldbühne Kloster Oesede à Georgsmarienhütte.
- Florian Geyer Festspiele à Giebelstadt.

### Belgique
- Théâtre de Verdure de Namur (Citadelle de Namur).
- Théâtre de Verdure du Parc d'Osseghem à Bruxelles.
- Théâtre de Verdure du château de Leeuwergem, unique en Europe car constitué en pourtour de loges taillées en topiaire, tout de charme (Carpinus betulus) constituées, encadrant un parterre enherbé. Sa réalisation date de 1764 et il peut contenir jusqu'à 800 personnes (700 debout sur le parterre et 100 dans les loges).

### Canada
- théâtre de Verdure de Montréal au Parc La Fontaine.

### France
- Théatre de verdure (Naturtheater) de Dambach la Ville (1919-1921)
- Théâtre populaire de plein air de Ribeauvillé (1921 - ...)
- Bosquet du Théâtre d'eau dans le jardin de Versailles.
- Théâtre Silvain à Marseille.
- Théâtre de verdure de Nice.
- Théâtre de verdure de Montluel.
- Théâtre de verdure du Jardin botanique de l'Arquebuse de Dijon.
- Théâtre de verdure du parc floral des Thermes d'Aix-les-Bains.
- Théâtre de verdure du Landry, à Rennes.
- Théâtre de verdure, à Barentin.
- Théâtre de verdure du Parc du Sarrat, à Dax.
- Théâtre de verdure du Parc Beaumont, à Pau.
- Théâtre de verdure, à Géménos.

### Italie
- - Villa Bernardini, Lucques
  - Villa di Bibbiani, Capraia e Limite
  - Villa Caprile, Pesaro
  - Villa Castelnuovo, Palerme
  - Villa Chigi, Sienne
  - Villa Coloreda, Pietrasanta
  - Villa Agostini, Corliano, Pise
  - Villa di Corte Vecchia, Semproniano
  - Villa Farina, Cortona
  - Villa Floridiana, Naples
  - Villa Garzoni, Collodi
  - Villa di Geggiano, Castelnuovo Berardenga
  - Villa Grabau, Lucques
  - Villa La Pietra, Florence
  - Villa di Monaciano, Castelnuovo Berardenga
  - Villa Reale di Marlia, Capannori
  - Villa Rizzardi, Negrar di Valpolicella
  - Convento delle Oblate, Borgo a Mozzano
  - Villa d'Alaya- Valva (Sa)Teatro di Verdura, via del Fante, Palerme.

### Suisse
- Théâtre de verdure de l'Esplanade de Montbenon à Lausanne.
- Théâtre de Verdure du Jardin du Rivage à Vevey[5]

## Festivals dans des théâtres de verdure
- Festival Les Nuits du Piano d'Erbalunga dans le théâtre de verdure de Brando en Haute-Corse.
- Festival de Ramatuelle.
- Brosella Folk & Jazz et le festival Eu'ritmix à Bruxelles au Théâtre de verdure du parc d'Osseghem, sur le plateau du Heysel.
- Festival « Les enfants du rock », festival annuel de rock organisé par l'association Ivoire Music depuis 2006 au Théâtre de verdure de Nice.
- Festival de conte Contes en Côtière au théâtre de verdure de Montluel.
- Soirées lyriques de Gigondas au théâtre de verdure de Gigondas.
- Crussol Festival au théâtre de verdure de Crussol à Saint-Péray.